# Clase Amiral Charner (1894)
La Amiral Charner fue una clase de cruceros acorazados que formó parte de la Marina Francesa durante un periodo de 32 años y cuyos buques participaron, entre otros conflictos, en la Primera Guerra Mundial.

## Los Buques
La Clase Amiral Charner la formaban los siguientes cruceros acorazados:
- Amiral Charner - botado en 1893. Hundido por el submarino alemán SM U-21 en 1916.
- Bruix - botado en 1894. Dado de baja y desguazado en 1920.
- Chanzy - botado en 1894. Encallado y destruido en 1907.
- Latouche-Tréville - botado en 1892. Dado de baja en 1920, usado como hangar flotante hasta 1925 y desguazado en 1926.

## Galería

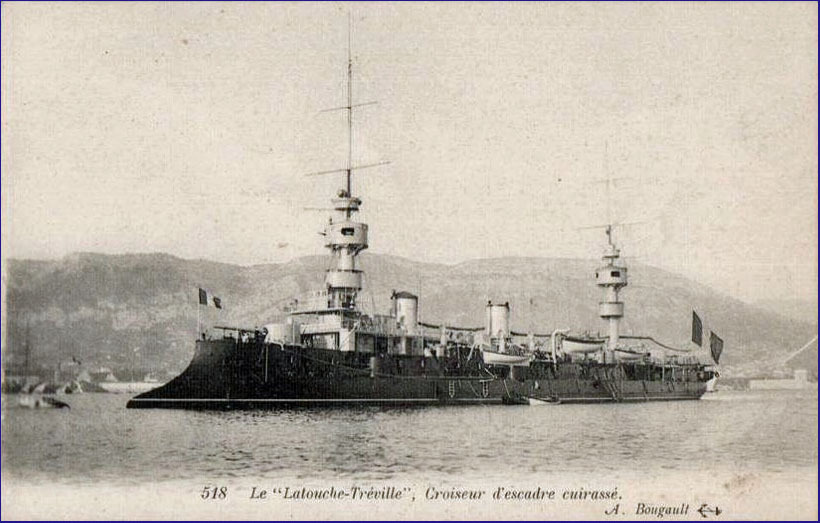
El crucero Latouche-Tréville.
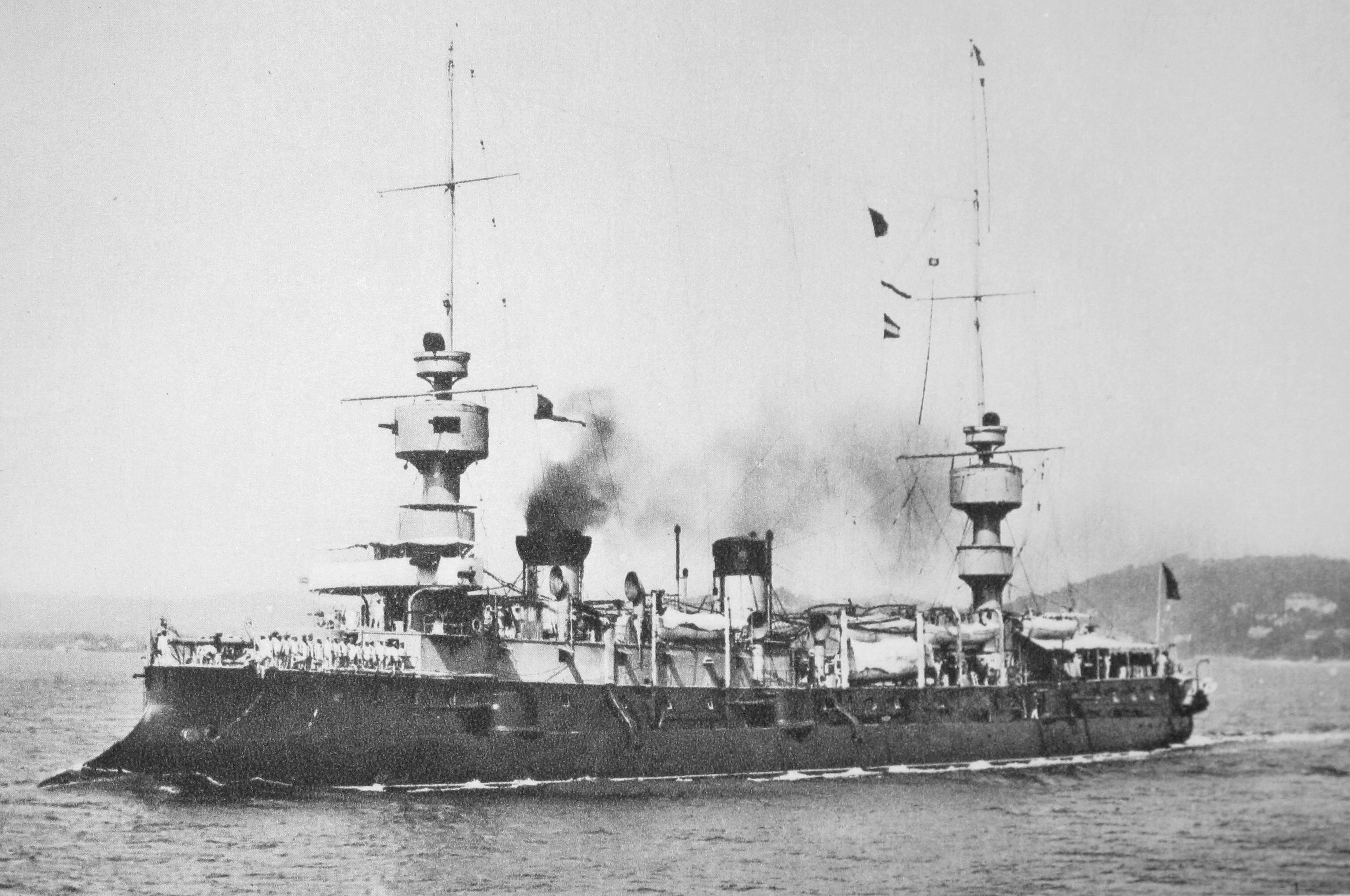
Bruix.

## Anexos
- Anexo:Cruceros acorazados por país

- Datos: Q472175
- Multimedia: Amiral Charner class armoured cruisers / Q472175